# الين جرانت فيلازكيز
الين جرانت فيلازكيز (بالإنجليزية: Allean Grant)‏ (10 فبراير 1983 بجزر كايمان في المملكة المتحدة - ) هو لاعب كرة قدم بريطاني في مركز الهجوم. شارك مع منتخب جزر كايمان لكرة القدم. أما مع النوادي، فقد لعب مع Latinos FC ‏ وTigers FC (Cayman Islands) ‏.

## روابط خارجية
- الين جرانت فيلازكيز على موقع قاعدة بيانات كرة القدم.إي يو (الإنجليزية)
- الين جرانت فيلازكيز على موقع ناشيونال فوتبول تيمز (الإنجليزية)
- الين جرانت فيلازكيز على موقع Soccerway.com (الإنجليزية)